# Franz Vorrath
Franz Vorrath (ur. 9 lipca 1937 w Essen, zm. 17 października 2022 w Duisburgu) – niemiecki duchowny rzymskokatolicki, biskup pomocniczy Essen w latach 1996-2014.
Święcenia kapłańskie otrzymał 26 lipca 1962. 
22 listopada 1995 papież Jan Paweł II mianował go biskupem pomocniczym diecezji esseńskiej, ze stolicą tytularną Vicus Aterii. Sakry biskupiej udzielił mu ówczesny biskup diecezjalny Hubert Luthe.
14 marca 2014 papież Franciszek przyjął jego rezygnację z pełnionego urzędu złożoną ze względu na wiek.